# Mister Negative
Martin Li, alias Mister Negative est un super-vilain évoluant dans l'univers Marvel de la maison d'édition Marvel Comics. Créé par le scénariste Dan Slott et le dessinateur Phil Jimenez, le personnage de fiction apparaît pour la première fois dans l'histoire Swing Shift publiée dans le comic book Free Comic Book Day: The Amazing Spider-Man #1 en mai 2007.

## Biographie du personnage

### Origines
Mister Negative est un passeur chinois inconnu se trouvant sur un navire en perdition, qui finalement s'échoue sur la côte ouest des États-Unis. Seul survivant, il prend l'identité de Martin Li, un des réfugiés illégaux morts dans le naufrage, pour y rejoindre l'étudiante qu'il aimait et dont le visa avait expiré.
Il entame une carrière d'homme d'affaires avisé et devient un philanthrope gérant une œuvre caritative nommée F.E.A.S.T. (Food, Emergency Aid, Shelter and Training) à New York. 
En parallèle, il devient aussi un parrain de la pègre de Chinatown. Il fait tuer le gang de passeurs qui l'avait fait entrer aux États-Unis illégalement, car ils avaient abandonné les immigrés dans le bateau.

### Dark Reign
Durant le Dark Reign de Norman Osborn, le Hood entreprit de s'emparer de la totalité du monde criminel new-yorkais, y compris Chinatown.
Contacté sans violence une première fois, Li refusa, en renvoyant un Dragon blanc contrôlé vers Hood, qui l'abattit. Hood envoya alors une escouade de super-vilains (Lapin blanc, Squid, Scorcher...) à sa solde à Chinatown. Negative contrôla Spider-Man pour qu'il le débarrasse des hommes de main, tandis qu'il s'occupait de Hood. Finalement, sur le point d'être battu par le criminel américain, il s'échappa discrètement grâce à La Tache (Spot).

## Pouvoirs et capacités
Martin Li se transforme en Mister Negative en chargeant un couteau d'énergie électrique de couleur noire. Il possède alors une force dépassant celle d'un être humain normal, et des réflexes lui permettant d'éviter les balles.
En complément de ses pouvoirs, c'est un karatéka expérimenté.
- Mister Negative possède un puissant pouvoir de contact, agissant au niveau cellulaire. Il a ainsi guéri Eddie Brock d'un cancer, et créé un nouveau Symbiote (l'Anti-Venom), à partir des résidus du Symbiote original et de ses propres globules blancs.
- Son contact modifie la perception et induit chez ses cibles un état de suggestion mentale, faisant d'eux des esclaves. Les cibles se voient alors elles aussi transformées en négatifs.

Il est toujours accompagné de gardes ninjas, appelés les « Démons intérieurs ». Ces ninjas guérissent rapidement de blessures sérieuses.
Il possède de vastes ressources et a accès à une technologie de pointe, via des laboratoires secrets.